# Horst Vinçon

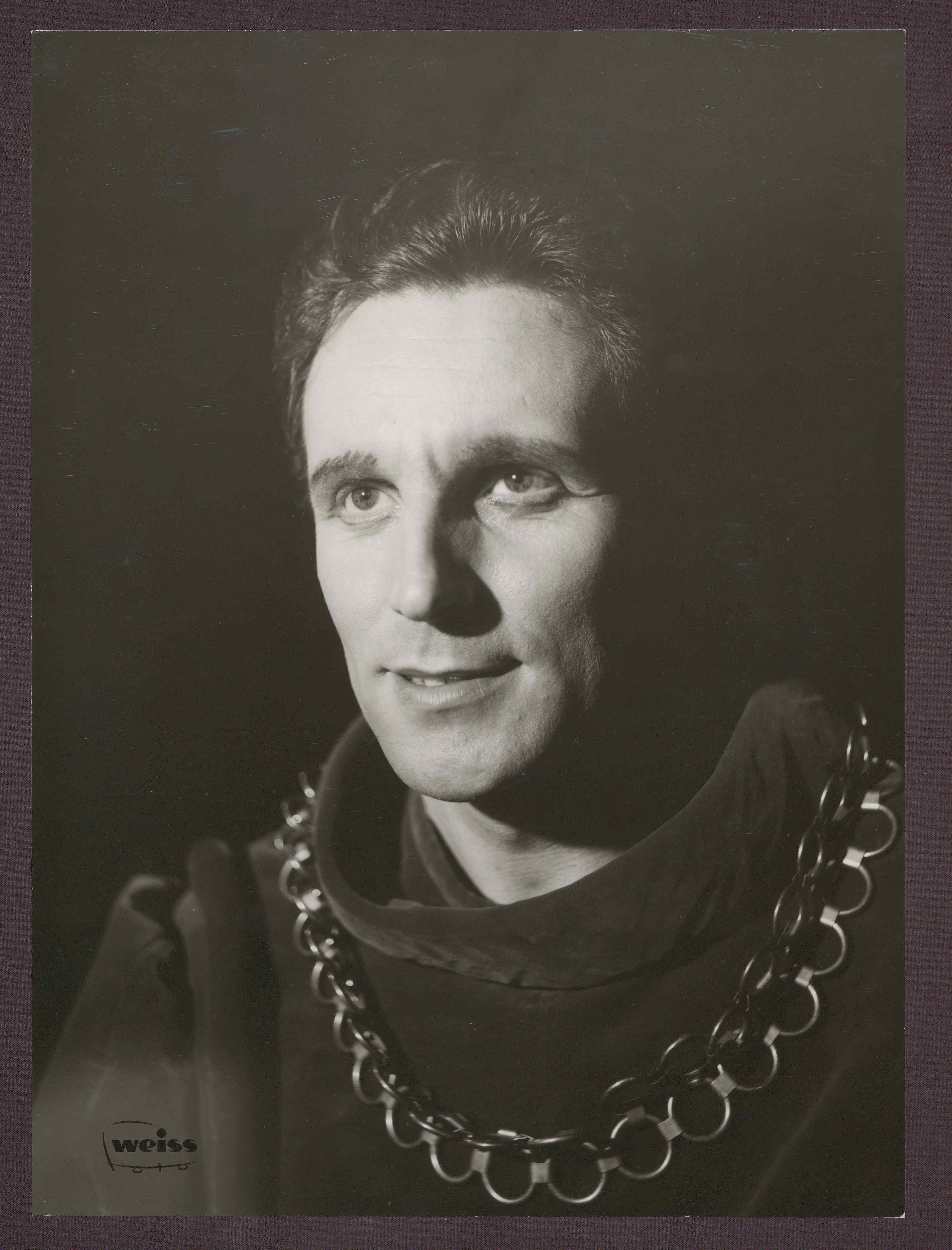
Horst Vinçon in Becket oder die Ehre Gottes von Jean Anouilh
am Badischen Staatstheater Karlsruhe (1961/62)

Horst Vinçon (auch: Vincon, * 14. Juni 1927 in Hamburg; † 20. Oktober 2022 in Aligse) war ein deutscher Schauspieler, Regisseur und Bühnenautor.

## Leben und Wirken
Horst Vinçon erhielt von 1946 bis 1948 Schauspielunterricht bei Eduard Marks. Er stand erstmals 1947 in kleineren Rollen am Deutschen Schauspielhaus in Hamburg auf der Bühne. Es folgten feste Engagements am Schlosstheater Celle (1950–1952) und in den Spielzeiten 1952/53 am Stadttheater Bremerhaven, 1953/54 am Staatstheater Oldenburg und 1954/55 am Stadttheater Rendsburg. Im Sommer 1954 spielte Vinçon die Rolle des Winnetou im Stück „Der Schatz im Silbersee“ bei den Karl-May-Spielen Bad Segeberg.
In den folgenden Jahren trat Vinçon an verschiedenen Theatern auf, so an den Städtischen Bühnen Heidelberg, am Staatstheater Karlsruhe, am Schauspielhaus Hamburg, an den Hamburger Kammerspielen, bei den Festspielen Bad Hersfeld und am Fritz-Rémond-Theater in Frankfurt am Main.
1964–1966 war Vinçon als Regisseur und Schauspieler am Stadttheater Pforzheim engagiert. Ab 1969 war er als Schauspieler und Regisseur am Theater Lübeck unter Vertrag. 1992 ging er in den Ruhestand, übernahm aber auch danach noch einzelne Rollen. Seinen Lebensabend verbrachte er in Aligse bei Lehrte, wo er im Alter von 95 Jahren verstarb.
Seinen ersten Fernsehauftritt hatte Vinçon 1957 in der Rolle des Benvolio in Fritz Umgelters Inszenierung von Romeo und Julia. Zwischen 1964 und 1997 hatte er ein Dutzend weiterer Auftritte in Nebenrollen von Fernsehfilmen oder Serienepisoden, unter anderem als Lenox in der Macbeth-Inszenierung von William Dieterle (1964) und als Juwelier in der Episode „Ab nach Rio“ von „Evelyn Hamanns Geschichten aus dem Leben“ (1995).
Vinçon verfasste eine Reihe von Theaterstücken, meist dem Boulevardtheater zuzurechnende Komödien, deren Bühnenwirksamkeit und komödiantische Qualitäten in Besprechungen lobend hervorgehoben wurden.
Eine Inszenierung seines Stücks Gipfeltreffen mit Claus Biederstaedt in der Hauptrolle im Theater am Dom Köln wurde am 22. Juni 1985 vom NDR im ARD-Fernsehprogramm ausgestrahlt.

## Werke
- Die Siegesfeier. Komödie in 5 Akten (1981)[7]
- Gipfeltreffen. Boulevard-Komödie in 3 Akten (1984)[8]
  - Niederländische Übersetzung: Topontmoeting[9]
- Bildersturm. Komödie (1988)
- Mohrenköpfe. Komödie in drei Akten (1992)[10]
- Die Haseldorf Sisters. Komödie in drei Akten (1998)[11]
  - Niederdeutsche Übersetzung von Gerd Meier: De Haseldörpsüstern (2013)[12]
  - Niederländische Übersetzung von Adrie Kuik: De Hazeldorp Sisters[13]
- Der Goethe muss weg. Komödie in einem Akt und für eine Person (1999)[14][15]
- Kreuzwort im Park (1999)[16]
- Königin Luise (Operetten-Pasticcio) (2001)[17][18][19]